# Niyazi Karabulut
Niyazi Karabulut (teilweise auch Çağrı Karabulut; * 24. Juli 1985) ist ein ehemaliger türkischer Eishockeyspieler und -trainer, der den Großteil seiner Karriere beim Büyükşehir Belediyesi Ankara SK in der türkischen Superliga verbrachte. Er war zwischen 2014 und 2019 Cheftrainer der türkischen Frauennationalmannschaft.

## Karriere
Niyazi Karabulut begann seine Karriere als Eishockeyspieler beim Büyükşehir Belediyesi Ankara SK. In seiner Premierensaison 2002/03 wurde er mit dem Klub aus seiner Geburtsstadt türkischer Landesmeister. Nach einem Jahr für die Mannschaft der Universität Ankara kehrte er 2009 zu seinem Stammverein zurück. 2012 beendete er dort im Alter von erst 27 Jahren seine Karriere.

### International
Im Juniorenbereich stand Karabulut für die Türkei bei den U20-Weltmeisterschaften der Division III 2004 und 2005 auf dem Eis. Mit der türkischen Studentenauswahl nahm er an der Winter-Universiade 2011 in Erzurum teil.
In der Herren-Nationalmannschaft spielte Karabulut bei den Weltmeisterschaften der Division III 2008 und 2009. Zudem vertrat er seine Farben bei der Olympiaqualifikation für die Winterspiele in Vancouver 2010.

### Trainerkarriere
Nach dem Ende seiner aktiven Karriere, schlug Karabulut die Trainerlaufbahn ein. Nachdem er zunächst als Assistenzcoach der türkischen U20-Auswahl und der Herren-Nationalmannschaft tätig gewesen war, war er zwischen 2014 und 2019 Cheftrainer der türkischen Frauen-Nationalmannschaft, die seit 2015 in der Division IIB spielt.

## Erfolge und Auszeichnungen
- 2003 Türkischer Meister mit Büyükşehir Belediyesi Ankara SK
- 2009 Aufstieg in die Division IIB bei der Weltmeisterschaft der Division III